# 우치우미촌
우치우미촌(内海村)은 에히메현 난요지역에 있던 촌이다. 2004년 10월 1일, 미쇼정, 조헨정, 잇폰마쓰정, 니시우미정과 합병해 아이난정이 되어 소멸하였다.

## 지리
에히메현의 남부, 우와해에 내민 유라 반도의 남쪽에서 미쇼정과의 경계에 있는 무로테 해안까지의 지역이다. 우와지마시에서 약 25km.
유라 반도의 품에 안긴 만곡이 많은 지형을 하고 있다. 경사지가 대부분이며 평지는 미미하다. 산은 면적으로는 많지만 강한 계절풍을 받는 등 식생 환경이 좋지 않고, 또 수산업이 활발하여 목재 생산지로서의 삼림에는 관심이 전통적으로 희박하여 거의 손대지 못하고 있다.
남예 지방의 여러 땅에서 볼 수 있는 해변 감귤 과수원은 이 지역에서 잘 찾아볼 수 없다.
취락은 촌사무소가 있는 가시와에 비교적 큰 취락이 있다.다른 취락은 포구마다 있지만 대체로 소규모이다. 촌사무소가 있는 가시와 촌락에서도 상가 등은 형성하고 있지 않지만, 음식점이나 숙박시설 등은 국도 56호 연도에 있다.

## 역사
- 1889년 12월 15일 - 정촌제 시행과 함께 우치우미촌이 성립하였다.
- 1889년 - 이 무렵부터 우치우라 남부에서 분촌 운동이 일어난다.해당 마을은 해안선이 길고 육상 교통이 미발달한 점, 어장만에 접한 반도부와 내해만 연안부와 두 지역으로 대별되는 등 분촌 요소를 내포하고 있었다.
- 1896년 - 난요운수 주식회사의 미쇼 - 스쿠모 · 고즈쿠시 항로의 기선이 후나고에 기항이 되었다.
- 1947년 - 나카우라 외에 의한 분촌 진정서 제출되었다.
- 같은해 8월 - 가시와자키·스노가와 지역에 의한 일촌 형성운동이 시작되었다.
- 1948년 2월 - 촌에 의한 분촌이 결의되었다.
- 1948년 11월 3일 - 나카우라·사루나루·다카하타·아카미즈·보조나루카와 및 히라야마의 일부가 「미나미우치우미촌」으로서 분립되었다. 그 후, 쇼와 31년에 미나미나이촌은 미쇼정과 합병. 오시마는 남부지구 촌민들의 신앙을 모았던 이쓰쿠시마 신사가 있었기 때문에 히로야마지구에서 분리되어 분촌한 것이다.
- 2004년 10월 1일 -  미쇼정, 조헨정, 잇폰마쓰정, 니시우미정과 합병해 아이난정이 되어 소멸하였다.

## 교통

### 도로
- 국도 56호선

[분류:에히메현의 폐지된 시정촌]]